# Обыкновенная исполинская ящерица

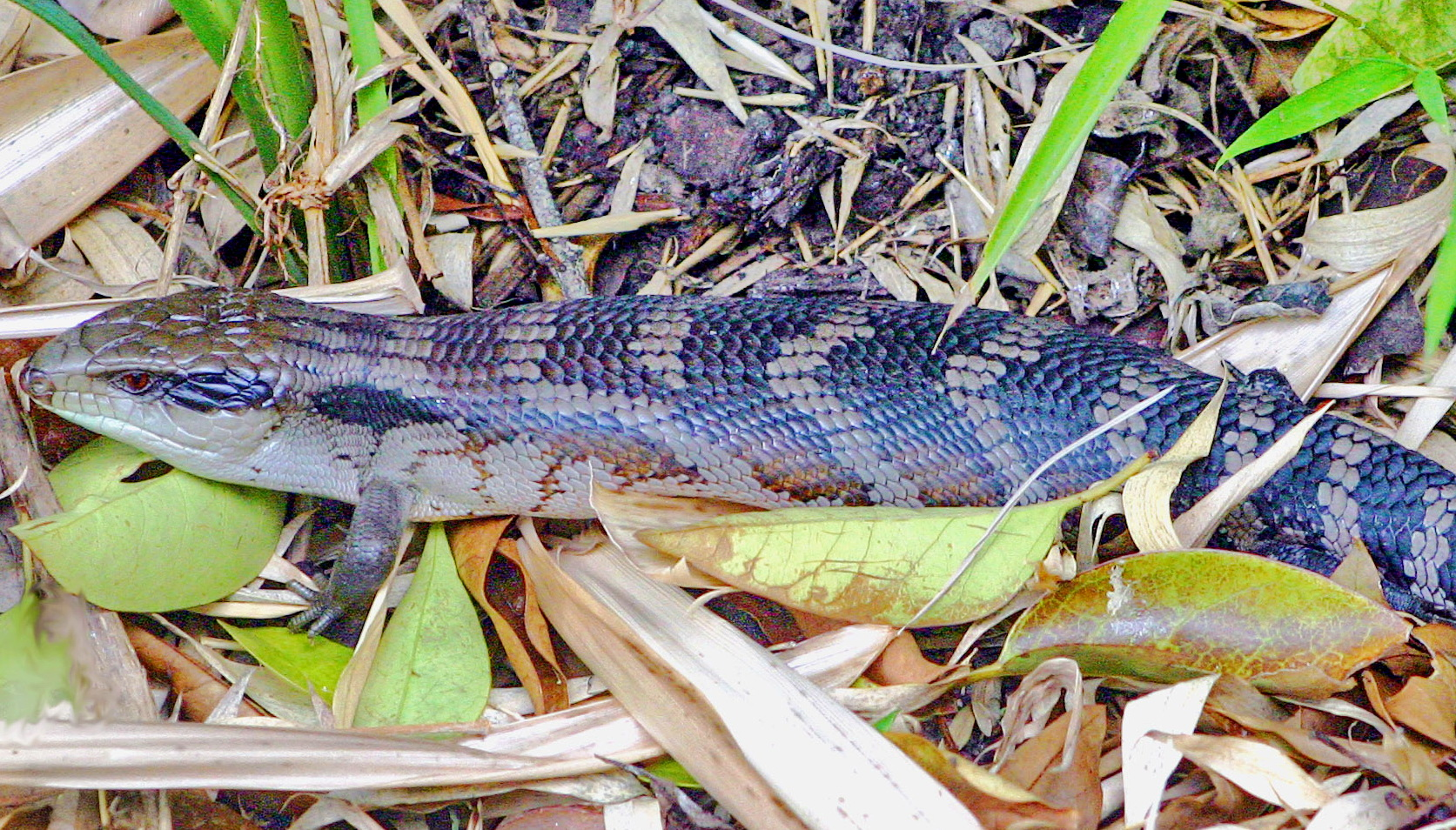
Восточный синеязыкий сцинк (Tiliqua scincoides scincoides)

Обыкновенная исполинская ящерица (лат. Tiliqua scincoides) — ящерица из семейства сцинковых.

## Описание

### Внешний вид
Крупная ящерица. Общая длина некоторых экземпляров может достигать 60 см и более, но обычно не превышает 45—50 см.
Туловище длинное, широкое и уплощенное, покрытое крупной гладкой чешуей. Голова большая и массивная, с мощными челюстями. Конечности короткие, пятипалые. Хвост довольно короткий и толстый, его длина составляет около 60 % длины тела от кончика морды до клоаки.
Окраска очень изменчива и отличается у разных подвидов.

### Распространение
Обитает в Австралии, Новой Гвинее и на близлежащих островах.

### Образ жизни
Биотопы обитания очень разнообразны: пустыни, полупустыни, саванны, заросли кустарника, сухие леса, но эти ящерицы могут встречаться и во влажных лесах.
Ведут дневной образ жизни. Несмотря на то, что они способны выносить повышение температуры до 40,5 °C, в жаркое время ящерицы скрываются в укрытиях. В качестве убежищ используют норы других животных, полые стволы деревьев, трещины в почве.
Территориальны и могут быть агрессивными по отношению к другим особям своего вида.

### Питание
В природе синеязыкий сцинк питается в основном растительной пищей, но может охотиться и на мелких животных.

### Размножение
Половой диморфизм отсутствует. В неволе пол у сцинков определяется при помощи рентгеноскопии или ссаживанием в сезон размножения.
В природе спаривание происходит в сентябре-ноябре. Во время копуляции самец зубами удерживает самку за шею или за спину.
Ящерицы живородящи. У них формируется подобная плаценте структура (так называемая желточная плацента), через которую происходит газообмен и питание эмбрионов. Самки в дикой природе приносят потомство обычно не чаще одного раза в два года. Беременность длится около 4 месяцев, после чего самка рождает до 25 детёнышей. При рождении детеныши достигают в длину 13—14 см и весят 10—20 г. Растут молодые очень быстро и в условиях террариума в 8 месяцев могут достигнуть длины 50 см.

## Классификация
Вид Tiliqua scincoides образует три подвида:
- Tiliqua scincoides scincoides — обитает в Юго-Восточной Австралии; длина тела 20-22 см, общая длина до 45-50 см.
- Tiliqua scincoides intermedia — обитает в Северной Австралии; длина тела 20-40 см, общая длина до 48-60 см и более.
- Tiliqua scincoides chimaerea — обитает на островах Танимбар, в Ириан Джае (Индонезия); длина тела 20-22 см, общая длина до 45-50 см.

## Содержание в неволе
Благодаря крупным размерам, необычной внешности и спокойному характеру синеязыкие сцинки стали одними из самых популярных ящериц, содержащихся в террариумах. Наиболее часто в неволе содержат северный подвид синеязыкого сцинка — Tiliqua scincoides intermedia.
Для содержания синеязыкого сцинка необходим просторный террариум горизонтального типа.
В качестве субстрата можно использовать крупную древесную стружку, дробленую кору, синтетические коврики. Менее подходящими являются песок и гравий, так как сцинки иногда поедают частички такого грунта, а это может вызвать закупорку кишечника.
Необходимо одно или несколько укрытий. Террариум можно декорировать плоскими камнями, большими наклонными корягами или соорудить полочки, чтобы дать ящерицам возможность для лазания.
В качестве источников обогрева применяют лампы накаливания и греющие коврики. Температура днем — 26—30 °C, под греющей лампой — до 35 °C, ночью — 20—22 °C. Влажность воздуха низкая. Необходим источник ультрафиолетового излучения.
Ящерицы поедают самые разнообразные корма: различные овощи и фрукты, листья, побеги и цветки дикорастущих растений, кормовых насекомых, мышат, вареные куриные и сырые перепелиные яйца, кусочки мяса и субпродуктов, консервированные корма для собак и кошек. При этом основу рациона взрослого сцинка должны составлять растительные корма, а корма животного происхождения нужно давать в качестве добавок. Необходимо также вводить в корм витаминно-минеральные добавки для рептилий.